# Szexuális úton terjedő betegség
A járványos betegségek egy bizonyos része szexuális úton terjed. A XX. század utolsó harmadáig ezeket nemi betegségeknek nevezték, azonban az újabb kutatások rávilágítottak, hogy több olyan mikroba is létezik, ami ugyan nemi érintkezéssel terjed természetes módon, azonban nem betegíti meg a nemi szerveket, hanem más jellegű megbetegedést okoznak. Alapvetően három nagyobb csoportba soroljuk a járványos betegségek ezen fajtáját.
Klasszikus, szexuális úton terjedő betegségek:
- szifilisz (vérbaj, bujakór, franciakór, luesz)
- kankó (tripper)
- trichomoniázis

A nem körülírt, vagy újonnan gyanúba vett betegségek:
- nem gonorrheás húgycsőgyulladás (acut urethritis non gonorrhoica, NGU)
- acut urogenitalis chlamydiasis
- herpes simplex genitalis
- condyloma acuminatum
- majomhimlő[1]

Súlyos, életveszélyt jelentő vírusfertőzések:
- HIV fertőzés
- Hepatitis B vírusfertőzés (HBV)
- Hepatitis C vírusfertőzés (HCV)
- HPV vírusfertőzés

## Külső hivatkozások
- MedicHelp.hu Archiválva 2021. szeptember 3-i dátummal a Wayback Machine-ben
- Nemibeteg.lap.hu - linkgyűjtemény
- Szexuális úton terjedő betegségek (1. rész)
- Nemi betegségek 2020-ban